# Cabernet cortis
Le  cabernet cortis est un cépage de cuve allemand de raisins noirs.

## Origine et répartition géographique
Le cépage est une obtention de Norbert Becker dans l'institut Staatliches Weinbauinstitut Freiburg à Fribourg-en-Brisgau. L'origine génétique est vérifiée et c'est un croisement des cépages cabernet-sauvignon × solaris réalisé en 1982. Le cépage est autorisé dans de nombreux Länder en Allemagne.
La solaris est un hybride avec des parentages de Vitis vinifera, Vitis amurensis, Vitis rupestris et Vitis aestivalis.

## Caractères ampélographiques
- Feuilles adultes, 3 à 5 lobes, vert foncé, sinus latéraux à fonds concaves, un sinus pétiolaire en lyre fermé ou à bords superposés

## Aptitudes culturales
La maturité est précoce: 5 jours avant le chasselas.

## Potentiel technologique
Les grappes sont petites et les baies sont de petite taille . La grappe est conique, légèrement ailée et compacte. Le cépage est très résistant au mildiou et à l'oïdium et assez résistant à la pourriture grise. Le cépage donne des vins corsés et bien colorés même dans des vignobles septentrionaux.

## Synonymes
Le  cabernet cortis est connu sous le nom de FR 437-82 r